# Chionographis koidzumiana
Chionographis koidzumiana är en nysrotsväxtart som beskrevs av Jisaburo Ohwi. Chionographis koidzumiana ingår i släktet Chionographis och familjen nysrotsväxter.

## Underarter
Arten delas in i följande underarter:
- C. k. koidzumiana
- C. k. kurokamiana